# ترافيس بوير
ترافيس بوير (بالإنجليزية: Travis Bowyer)‏ هو لاعب كرة قاعدة أمريكي، ولد في 3 أغسطس 1981 في لينشبرغ في الولايات المتحدة.

## وصلات خارجية
- ترافيس بوير على موقعبيزبول رفرنس.كوم (الدوري الرئيسي) (الإنجليزية)
- ترافيس بوير على موقعبيزبول رفرنس.كوم (الدوري الثانوي) (الإنجليزية)
- ترافيس بوير على موقع مشجعي الرسوم البيانية (الإنجليزية)